# Agnjica Csenar-Schuster
Agnjica Csenar Schuster (piše i publicira i pod djevojačkim imenom Agnjica Schuster i pseudonimom -ica; * 14. siječnja 1961. u Željeznom, Austrija)  je akademska prevoditeljica, stručnjakinja za hrvatski književni jezik po standardu Hrvata iz Gradišća, pjesnikinja i urednica raznih publikacija za Hrvate iz Gradišća. Bila je predsjednica ZIGH-a, Znanstvenoga instituta Gradišćanskih Hrvatov (1996. – 2008.), vodi Jezičnu komisiju ZIGH-a i uređujeJezični ABC gradišćanskohrvatskoga jezika. Živi u Uzlopu (Oslip) u Austriji, udata je i ima tri sina.

## Djelatnosti
Agnjica Csenar-Schuster je sudski certificirani tumač za hrvatski jezik po standardu u Hrvatskoj i u standardu Hrvata iz Gradišća, za bošnjački jezik i za srpski jezik. Uređuje redovito jednu stranicu u gradišćanskohrvatskom tjedniku Hrvatske novine. Kao vanjska suradnica Austrijske radio-televizije ORF uredila je mnoge priloge o kulturnoj povijesti, literaturi i jeziku Hrvata iz Gradišća.
Od 1987. do 1990. bila je glavna urednica časopisa Novi glas  - magazin Hrvatskoga akademskoga kluba'. Od 1991. do 1997. uređivala je društveni časopis Hrvatskoga kulturnoga društva u Gradišću Glasilo. Bila je glavna urednica kalendara Gradišće za godine 2004. do 2008. Glavna je urednica Znanstvenoga zbornika (do 2008. godine su izašle 2 edicije i to u 2002. i u 2006. godini). Prevela je i priredila za tisak mnogobrojne knjige u gradišćanskohrvatski jezik, u prvom redu dječju literaturu, primjerice osam knjiga švicarskoga autora Marcusa Pfistera, kao i tri epizode Asterixa. Csenar-Schuster je sastavila i jezično oblikovala pet filmova za djecu. Suradnica je Gramatike gradišćanskohrvatskoga jezika (glavni urednik: Ivo Sučić, izdavač: ZIGH 2003.) i Pravopisa gradišćanskohrvatskoga jezika (još u rukopisu).

## Prijevodi
- Mark Miravalle: Međugorje and the Family - Međugorje und die Familie
- Alojz Jembrih: Na izvori gradišćanskohrvatskoga jezika i književnosti - Aus dem Werdengang der Sprache und Literatur der Burgenlandkroaten (zajedno s Elizabetom Staršić i Ivom Sučićem)
- Ranko Marinković: Ruke - Hände (ostalo u rukopisu)
- Tomislav Ivančić: Lijepo je što postojiš - Schön, dass es dich gibt
- Marcus Pfister: Der Regenbogenfisch - Šarica
- Marcus Pfister: Der Weihnachtsstern - Božićna zvijezda
- Goscinny/Uderzo: Asterix gladiateur - Asterix gladijator
- Scheidl/Bernadette: Der kleine Gärtner - Mali vrtljar
- Marcus Pfister: Regenbogenbisch komm hilf mir - Šarica, na pomoć
- Marcus Pfister: Der kleine Dino - Mali Dino
- Goscinny/Uderzo: Asterix en Hispanie -  Asterix u Španjolskoj
- Marcus Pfister: Mats und die Wundersteine - Mats i čudnovito kamenje
- Anna Russelmann: Neues aus der Milchzahnstraße - Šćrbić i Deblić
- Marcus Pfister: Der Regenbogenfisch stiftet Frieden - Pomirljiva Šarica
- Goscinny/Uderzo: Asterix et Cleopatre - Asterix i Kleopatra
- Anna Russelmann: Neues aus dem Bahnhof Bauch - Trbušci na trbušnom kolodvoru
- Marcus Pfister: Mats und die Streifenmäuse - Mats i prugasti miši

## Publikacije
- Iz prakse sudskog tumača u Austriji  Arhivirana inačica izvorne stranice od 30. listopada 2009. (Wayback Machine)
- Smisao i djelovanje Jezične komisije  Arhivirana inačica izvorne stranice od 23. svibnja 2009. (Wayback Machine)
- Bijele lilije (zbirka pjesama u jednom tiskanom egzemplaru)